# Eleanor Manning O'Connor

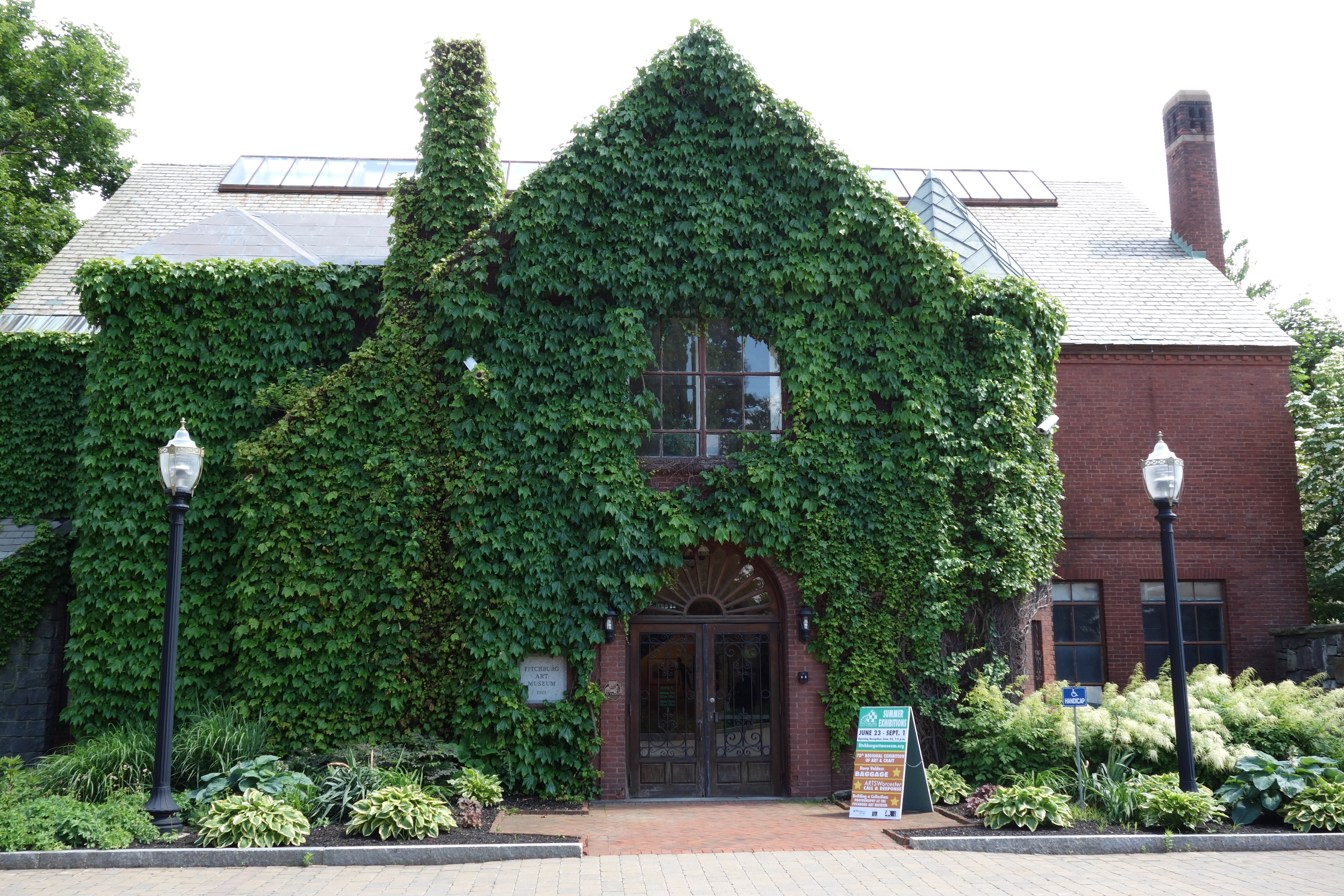
Fitchburg Art Museum, Worcester County, Massachusetts

Eleanor Manning O'Connor (1884-1973) va ser una arquitecta nord-americana pionera en integrar un estudi format només per dones (Howe, Manning & Almy, Inc.). El 1923 va ser designada membre de l'American Institute of Architects.
El 1926 Howe, Manning & Almy van guanyar el primer premi en la competència de cases Cape Cod que havia organitzat la Cape Cod Real Estate Board amb la casa per a la mare de Almy. Aquest habitatge va ser una de les 10 triades per House Beautiful's Small House Competition. Els plànols van aparèixer al número de maig de 1929 i van ser exhibits en tot Estats Units.
Els projectes i construccions de les arquitectes van aconseguir àmplia difusió en exemplars de revistes com ara McCall's, Architecture i American Architect and Architecture.
Diverses de les obres realitzades estan catalogades pel Registre Nacional de Llocs Històrics.

## Joventut
Eleanor Manning O'Connor va ser filla dels immigrants irlandesos Delia Josephine Grady i James Manning, un constructor de Lynn, Massachusetts. Als 9 anys va decidir que volia ser arquitecta. Va assistir a la Lynn Classical High School i posteriorment va estudiar en l'Institut Tecnològic de Massachusetts on es va graduar en 1906. La seva tesi es va titular "Design for a Country Residence."
Dos anys després de la seva graduació, va acceptar el lloc de dibuixant en l'estudi d'una altra arquitecta graduada al MIT, Lois Lilley Howe. En 1912 Manning es va prendre una llicència i va viatjar per Europa amb la seva associada i companya d'estudis Eliza J. Newkirk Rogers, registrant els edificis que observaven amb aquarel·les. Va escurçar el viatge per acceptar l'oferiment d'associar-se amb Howe i es va unir a la firma que van denominar Howe and Manning, quarta firma d'arquitectes (i posteriorment el 1926 Howe, Manning & Almy, Inc.).
Tenien seu a Boston i el seu treball es va focalitzar en el disseny i desenvolupament d'habitatges de petita escala per a famílies d'ingrés mitjà. Si bé la petita escala sorgia com un concepte nou a l'espai domèstic urbà (i generalment es construïen en entorns més allunyats, com a cases d'estiueig) era també una necessitat imposada pels processos polítics i socioeconòmics a nivell mundial. Manning va encunyar el terme "renovising" per descriure el seu treball.
La pintora Eleanor Norcross les va contractar en 1924 per remodelar un estable i transformar-ho en museu, on actualment funciona el Fitchburg Art Museum.
Durant els anys 20 Manning va treballar amb Lois Howe i altres arquitectes a Mariemont, una comunitat planificada al comtat de Hamilton, Ohio. El 1926 quan Mary Almy es va unir a la firma van realitzar la casa per a la mare la nova sòcia que va servir de residència temporal per al Governador Joseph Ely.
Una de les seves majors obres va ser encarregada a l'estudi per la Works Progress Administration o WPA per a habitatges de baix cost en un veïnat irlandès a South Boston. Es tracta d'un projecte anomenat Old Harbor Village construït entre 1933 i 1938 que constava de 25 conjunts d'habitatge públic i que va ser realitzat pel grup denominat els Seventeen Associated Architects. L'obra consisteix en edificis de departaments de tres pisos i habitatges de dos que es distingeixen per la seva aparença residencial dins de l'atmosfera estèril de la majoria de l'habitatge públic.
Des dels seus inicis fins a la seva dissolució, la societat va mantenir un flux constant de treball i s'han documentat 426 encàrrecs construïts. Malgrat sobreviure a la Gran Depressió, la signatura va haver de tancar les portes el 1937 després del retir de Howe. Manning va continuar en la pràctica privada fins al 1959.
Manning era la sòcia més compromesa amb els aspectes socials i la seva participació es reflecteix en els detalls, l'elecció dels materials i l'atenció per la proporció. Posteriorment Manning va servir en nombroses comissions d'habitatge i consells de la ciutat, de l'estat i de la nació.

## Docència
Després de la Primera Guerra Mundial Manning va començar a fer classes al Simmons College com a Instructor especial d'Arquitectura i després d'habitatge, ja que va mantenir durant 50 anys. També va ensenyar en el Pine Manor Junior College (1918-1936), en el Chamberlain School for Retailing i en el Garland College. Dictava conferències freqüentment a l'àrea de Nova Anglaterra sobre la seva carrera.

## Activisme
Va pertànyer a l'Associació per al Sufragi de les Dones de Massachusetts. El 1931, amb 47 anys, Eleanor Manning es va casar amb el psicometrista, investigador i educador Johnson O'Connor, fundador de la Johnson O'Connor Research Foundation. En la fundació ella liderava les causes de les dones i les va encoratjar per avançar en els camps de l'enginyeria, la medicina i les ciències, camps que estan dominats pels homes.

## Llegat
O'Connor va morir a Mèxic en 1973 mentre investigava les cultures indígenes i va ser enterrada al costat del seu espòs a Newport Beach, Califòrnia.
Entre els escrits realitzats per Eleanor Manning hi ha:
- Eleanor Manning, "Architecture as a Profession for Women", "Simmons Review", Simmons College, Abril 1934, 71-75
- Eleanor Manning, "Buildings for the National Welfare", National Altrusan, Març 1935.

Els escrits, plànols, dibuixos i fotografies de Howe, Manning & Almy Inc. són als Arxius del MIT.